# سیارک ۱۳۵۳
سیارک ۱۳۵۳ (به انگلیسی: 1353 Maartje، نامگذاری:1935CU) هزار و سیصد و پنجاه و سومین سیارک کشف شده‌است که در ۱۳ فوریه ۱۹۳۵ کشف شد.
قدر مطلق سیارک برابر ۱۰٫۴۰ است.